# زرافه روتشیلد
زرافه روتشیلد (نام علمی: Giraffa camelopardalis rothschildi) نام یک زیرگونه از گونه زرافه است.